# Adobe
Adobe（英語：Adobe Inc.，發音：əˈdoʊbiː，旧称Adobe系統公司），是美國一家跨國電腦軟體公司，總部位於加州的聖荷西，其官方大中華部門內也常以中文「奧多比」自稱。主要从事多媒体制作类软件的开发，近年亦开始涉足丰富互联网应用程式、市场营销应用程序、金融分析应用程式等軟體开发。

## 历史

1993至2017年的標誌

Adobe由約翰·沃諾克和查尔斯·格施克於1982年12月創办，两人先前都曾任職於施樂公司的帕洛阿爾托研究中心，離開後組建了Adobe，使PostScript頁描述語言得到商業化應用。公司名稱「Adobe」來自於加州洛思阿圖斯的奧多比溪，這條河在公司原位於加州山景城的辦公室不遠處。
1985年，Adobe公司在由蘋果公司LaserWriter印表機帶領下的PostScript桌面出版革命中扮演了重要的角色。2005年4月18日，Adobe以34億美元的價格收購了原先最大的競爭對手Macromedia公司，這一收購極大豐富了Adobe的產品線，提高了其在多媒體和[[]]出版業的能力，這宗交易在2005年12月3日完成。2006年12月，Adobe宣佈全線產品採用新圖示，以彩色的背景配搭該程式的簡寫，例如：紅色配搭Fl是Flash，藍色配搭Ps是Photoshop。
截至2012年，Adobe共有員工11,144。另外在美國華盛頓州的西雅圖、明尼蘇達州的明尼亞波利、麻省的牛頓、加州的聖路易斯-奧比斯波，以及印度的諾伊達及班加羅爾、加拿大渥太華、德國漢堡及中國大陸北京都有辦事處。
2014年9月24日，Adobe宣布将关闭中国大陆研发分公司，仅保留销售部门。据透露，原本在中国大陆的绝大部分研发和技术工作将由Adobe印度分公司承继。
2018年5月23日，Adobe Systems斥資16.8億美元收購CMS Magento。
2018年9月24日，Adobe Systems斥資47.5億美元向Vista Equity收購營銷公司Marketo Inc，以加強公司以為基本的營銷業務表現
2019年1月23日，Adobe宣布收购法国软件公司Allegorithmic，旗下产品包括为电子游戏开发流程中使用的贴图软件Substance Painter和Substance Designer。
2020年，因為2019冠状病毒病疫情，Adobe宣布取消在拉斯維加斯的年度大會，並且改以線上舉行。
2020年12月31日，Adobe旗下的Flash Player因資安等問題，以及HTML5、WebGL和WebAssembly的興起，各大瀏覽器包括Safari、Chrome、Edge、IE11及Firefox等棄用Flash預載，Flash Player的使用率逐年下滑。因此宣布停止更新和發行Flash Player。

### 关闭中国研发公司
据《法制晚报》报道2014年9月24日，Adobe宣布关闭在中国的研发分公司，仅保留销售部门。
Adobe中国官方25日发布消息称，Adobe在中国今后以市场拓展业务为主，因此决定撤销并关闭在中国的研发分公司。研发分公司在12月底停止运营。Adobe保留在上海、北京、广州、深圳、香港的销售业务。
据媒体报道，Adobe中国共有开发、测试、设计和销售人员400人左右。分公司确认关闭后，这些员工被分为五类，分别将拿到不同颜色的信封。拿到绿色信封的员工将是最早离开的一批，辞退时间为10月底；红色信封则代表12月底离开公司。据已经拿到赔偿方案的员工透露，员工离职赔偿或N+5的方案（N代表在该公司工作的年限）。

## 批評
對奧多比系統公司的批評主要在軟體產品售價、軟體安全性以及資料保全的問題上。在2013年Reddit.com的一個調查中，奧多比公司在「網際網路上9大最令人討厭的公司」中名列第五。奧多比旗下的Adobe Reader和Adobe Flash被TechRadar.com列入「有史以來最令人討厭的10大軟體」之中。

### 軟體定價過高
Adobe被批評得最多的當屬旗下產品的定價策略，最明顯的例子是同一軟體套件的零售價在非美國地區的售價是美國本土的兩倍還多。有澳洲的Adobe產品買家反映，前往美國購買一套Adobe的軟體套裝加上往返機票的花費，比在澳洲本地購買一套同樣的軟體套裝的花費還要低。也有人指出Adobe產品在開發中國家市場的營收不佳也是這種失敗的定價策略導致的。
2007年Adobe發表的Creative Suite 3 Master Collection，在英國區的售價比歐洲大陸地區的高出1,000英鎊，因此英國超過10,000名舊版本CS的使用者聯名訴狀奧多比的「不公平定價」行為。但是在2009年6月，奧多比為應對英鎊兌換美元的疲軟匯率，還將英國區的奧多比軟體產品的售價提高10%，並且奧多比還禁止英國的使用者從美國的商店中購買其軟體，並嚴查其它跨區購買的行為。奧多比公司的這種行為也被認為一定程度上無助於其正版軟體在的普及，反而導致有已發展國家的使用者不堪忍受高價而去購買盜版，或是改用其它同類型軟體。

### 軟體安全性問題
奧多比旗下的軟體產品經常能獲得們的青睞——他們經常能從奧多比的軟體中發現漏洞，常見的有Adobe Reader、
Adobe Animate等，用於取得未經正常授權的電腦存取權限。Adobe Flash除了安全性問題嚴重以外，還被批評在穩定性、效能、記憶體使用等方面飽受批評（詳見Flash Player中對Flash Player的批評一節），現時主流的移動裝置，像是Android平台、iOS平台甚至Windows 10 Mobile平台等，均全數拒絕支援Adobe Flash。2011年卡巴斯基實驗室還發表了一份安全研究報告，點名批評Adobe的旗下的軟體產品中有齊了當年的10大安全漏洞。
2007年有安全觀察報告指出Adobe有監視使用者的行為，有軟體開發人員發現Adobe在Creative Suite 3中安置了間諜軟體，會未經同意在背景使用者資料至一個名為Omniture的機構（該機構在2009年被Adobe收購）。面對安全觀察報告、使用者的質疑，Adobe承認了這些行為，並解釋是為了使用者的Adobe帳號的安全。後來Photoshop CS5被爆出一個長期存在的高危安全漏洞後，Adobe被使用者們千夫所指，認為Adobe故意不修復安全漏洞並迫使使用者們掏腰包升級新版本。後來在使用者們準備對Adobe提起法律訴訟前，Adobe同意為使用者提供安全修復程式。
Adobe也被批評會推送使用者不想要的第三方瀏覽器以及病毒掃描器，常見於Adobe Flash的升級中，需要使用者仔細瀏覽升級頁面取消核取方塊方能避免此問題還推送一些第三方的恐嚇軟體，設計用以恐嚇使用者們，令他們購買不需要的「系統修復」程式。
2024年，Adobe因其訂閱模式再度引發爭議。美國聯邦貿易委員會對Adobe提起訴訟，指控其在年度訂閱計劃中隱瞞了高額的提前解約費用，並設計了過於繁瑣的取消流程。。

## 外部連結
- 官方网站：英語、台灣、香港、中國（簡體中文）、日本
- 官方部落格
- Adobe的Facebook專頁
- Adobe的X（前Twitter）
- Adobe的Instagram帳戶
- YouTube上的Adobe頻道
- Adobe的Twitch频道

Template:技术大公司